# Adăposturi pentru refugiați

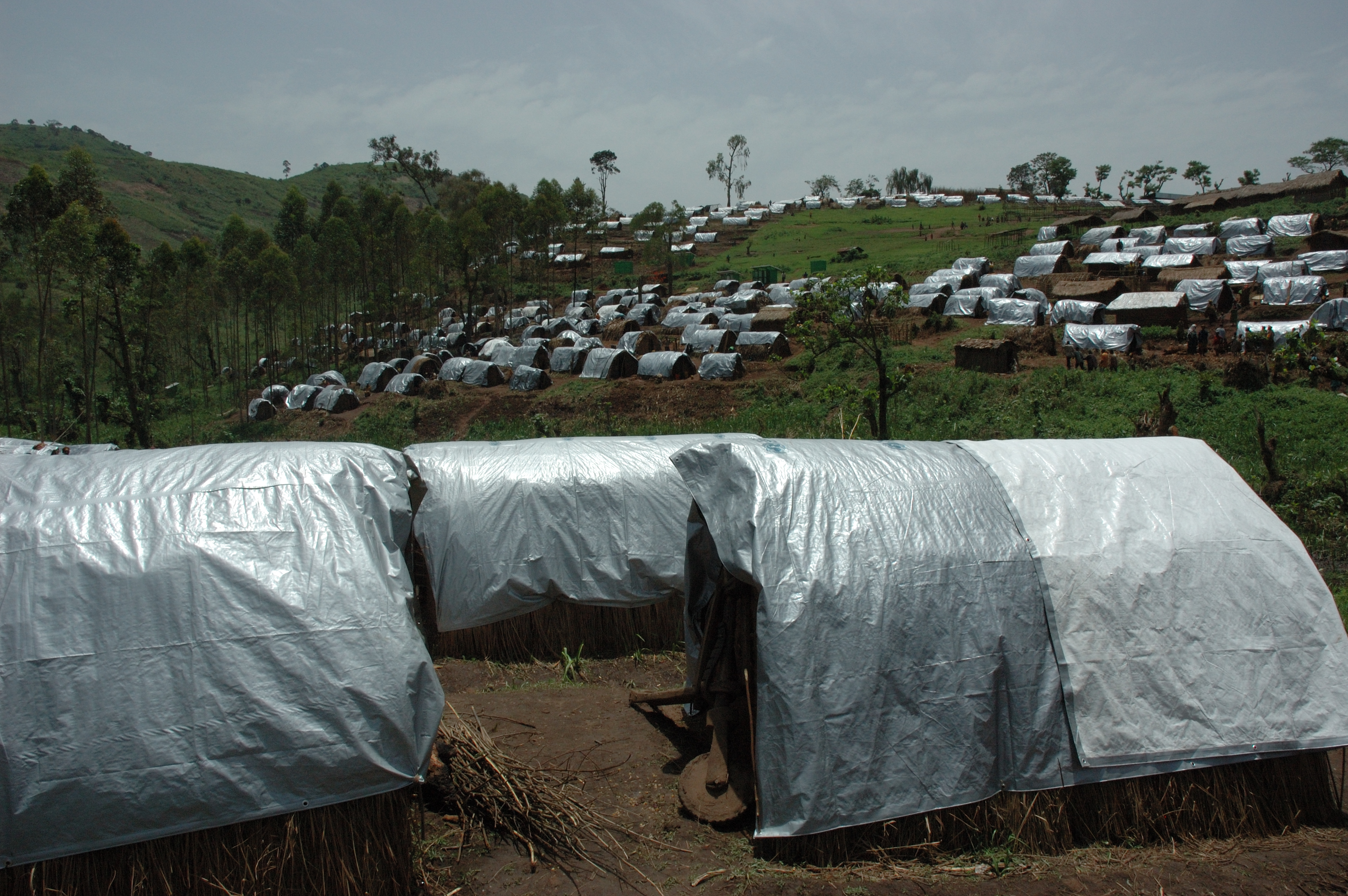
Tabăra Nyanzale, Republica Democrată Congo

Adăposturile pentru refugiați sunt structuri care variază de la cele mai temporare tipuri de cazare în corturi, adăposturi tranzitorii, până la construirea de locuri temporare și așezări, incluzând cele mai elementare structuri ad-hoc. Acestea sunt create în urma unui conflict sau a unui dezastru natural, ca reședință temporară pentru victimele care și-au pierdut sau abandonat locuințele. Refugiații și persoanele strămutate intern sunt persoane care fug din casele sau țările lor de origine din cauza dezastrelor naturale, a războiului și a persecuției politice sau religioase, în căutarea refugiului și a relocării. Locuind în aceste adăposturi, refugiații se pot căsători forțat în locuri aglomerate, zgomotoase, murdare și pline de boli, unde mii de familii sunt înghesuite și supraviețuiesc zi de zi.
Refugiații și persoanele strămutate intern pot fi adesea găsiți locuind în tabere de refugiați sau tabere pentru persoane strămutate intern și în aceste adăposturi timp de peste un deceniu. Modelele de proiectare, programele de ajutor în caz de dezastru și problemele legate de proprietatea funciară joacă un rol important în progresul redresării și în clasificarea așezărilor ca fiind temporare.

## Obiective
Proiectarea locuințelor temporare este deosebit de importantă, deoarece acestea sunt primele spații care oferă un grad de normalitate după dezastru. Locuințele temporare sunt modelate inițial doar pentru a ține cont de nevoile vitale și funcționale ale victimelor în perioada de relocare. Agențiile își proiectează modelele având ca premisă satisfacerea nevoilor de bază ale indivizilor, pe lângă crearea de conștientizare cu privire la nevoia unei „cămine” în loc de un simplu adăpost după o relocare forțată. După dezastre, deoarece oamenii suferă o pauză completă în aspectele sociale, economice și fizice ale vieții, există o nevoie urgentă de protecție și adăpost. Locuințele temporare cu condiții minime de locuit sunt aproape întotdeauna limitate și implică, în linii mari, spații de locuit, de dormit și de socializare, precum și zone pentru prepararea alimentelor, igienă personală și intimitate. Etapele de bază și proiectarea unui mediu post-dezastru vizează crearea unei situații ideale, inclusiv locuințe temporare practice, care ajută la recuperarea psihologică și sunt sensibile la mediu.

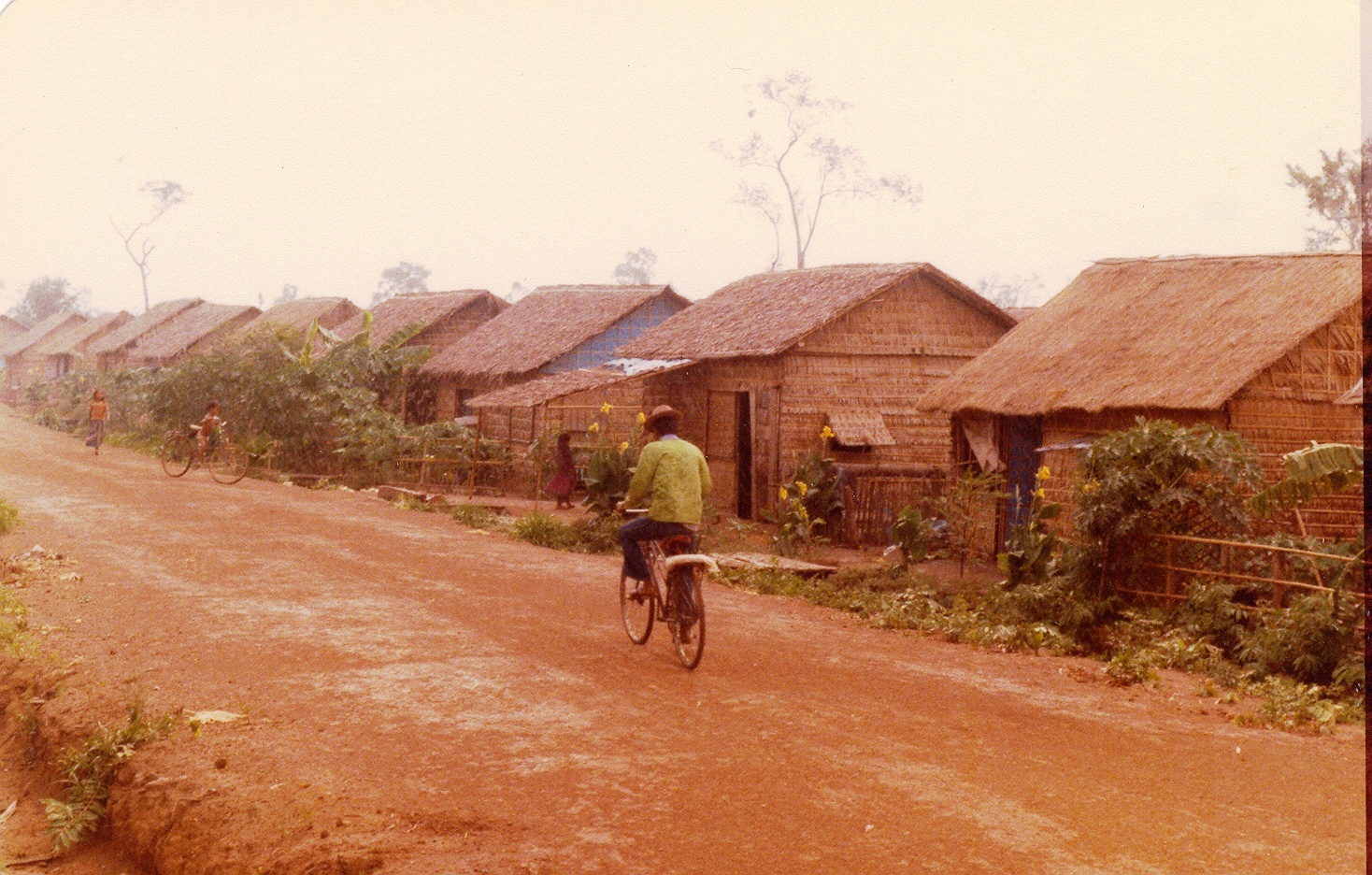
Case din bambus și stuf construite de refugiați în tabăra de refugiați Nong Samet, la granița dintre Thailanda și Cambodgia, în mai 1984

## Roluri și responsabilități
În unele cazuri, întreaga povară a asistenței și a ajutorului financiar revine guvernului național, în timp ce în altele, responsabilitatea variază între mai multe niveluri de guvernare și ajutorul extern. Reconstrucția este strâns legată de proprietatea funciară, de politica guvernamentală și de toate aspectele planificării utilizării terenurilor și a infrastructurii. Gestionarea și disponibilitatea resurselor reprezintă întotdeauna o problemă constantă în recuperarea în caz de urgență, însă s-au înregistrat succese atunci când ajutorul financiar a fost găsit cât mai local posibil.

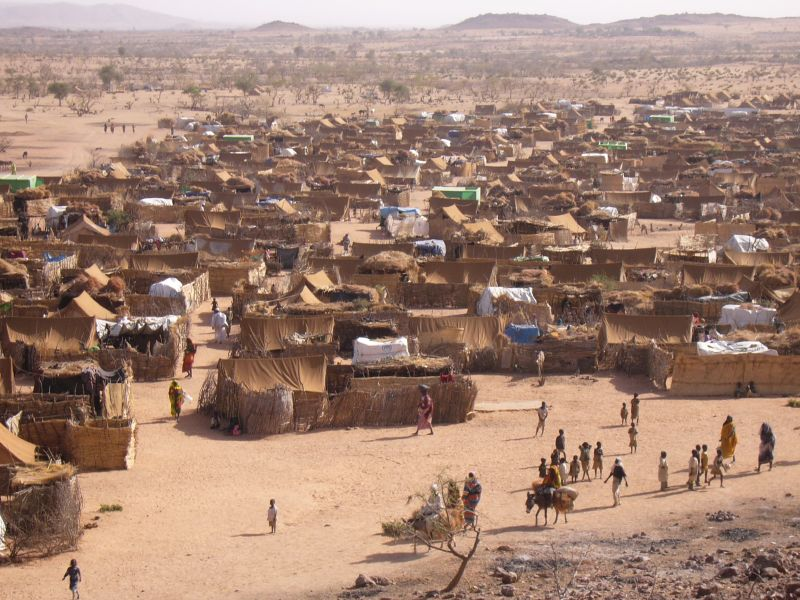
Tabără de refugiați în Ciad

Înaltul Comisariat al Națiunilor Unite pentru Refugiați sau UNHCR este o agenție a Națiunilor Unite care protejează și sprijină refugiații. La înființarea UNHCR, aspectele materiale ale ajutorului acordat refugiaților (de exemplu, locuințe, hrană) erau considerate responsabilitatea guvernului gazdă. Întrucât multe dintre comunitățile majore de refugiați din lume au apărut recent în țări mai puțin dezvoltate, UNHCR a dobândit rolul suplimentar de a coordona asistența materială pentru refugiați și persoanele repatriate. Deși acesta nu a fost mandatul inițial al UNHCR, coordonarea asistenței materiale a devenit una dintre principalele sale funcții, alături de protecție și promovarea soluțiilor.

## Practici inovatoare
Există zeci de abordări inovatoare pentru construirea de adăposturi temporare, dar puține ajung pe teren. Arhitectul Shigeru Ban a proiectat structuri temporare și permanente cu tuburi de hârtie ca structură de bază, folosite după cutremurul de la Kobe. Institutul Cal-Earth a dezvoltat, de asemenea, „superadobe”, care folosește saci de nisip și sârmă ghimpată pentru a forma un adăpost de urgență pentru ajutor în caz de dezastru.
Shigeru Ban este un arhitect japonez renumit pentru inovația sa în utilizarea hârtiei/cartonului reciclat și a adăpostit rapid și eficient victimele dezastrelor. A început să lucreze cu tuburi de carton în cooperare cu UNHCR în timpul crizei umanitare din Rwanda devastată de război, în 1994. Concepută pentru a fi construită ușor de către o forță de muncă necalificată, fiecare unitate în formă de hambar constă dintr-un cadru din tub de hârtie acoperit cu prelate de plastic. Cilindrii acoperiți cu poliuretan sunt legați între ei prin îmbinări din placaj și frânghii, rezultând o structură foarte stabilă și impermeabilă, care maximizează spațiul intern. Lăzile umplute cu nisip acționează ca platformă și podea pentru adăposturi și protejează de inundații, ploaie și zăpadă. Hârtia este ieftină, tehnologică redusă, reciclabilă și înlocuibilă. Așa cum sunt proiectate, adăposturile durează mai puțin de șase ore pentru a fi construite.
În plus, întreprinderea socială Better Shelter și UNHCR au dezvoltat un adăpost modular pentru refugiați în colaborare cu Fundația IKEA (diviziunea filantropică a marii companii de mobilă Ikea, remarcabilă pentru configurația sa ușor de utilizat și producția de masă). Aceste modele includ panouri polimerice ușoare atașate la un cadru de oțel. Asamblarea lor durează doar aproximativ patru ore și vin ambalate în pachete complete, cu panouri, țevi, conectori și fire, având în interior o lumină LED cu energie solară și o priză USB.
În ciuda numeroaselor încercări — casele de carton ale lui Shigeru Ban, adăpostul compact Better Shelter, superadobe -ul și multe altele — proiectarea adăpostului potrivit care să încadreze toate caracteristicile necesare pentru refugiați continuă să fie un proces continuu care implică atât arhitecți, cât și psihologi.